# Мерхавим
Мерхавим (ивр. מרחבים‎) — региональный совет на юге Израиля, располагающийся в Северном Негеве. Административно региональный совет относится к Южному округу Израиля.

## История
Министр внутренних дел Израиля утвердил создание совета в ноябре 1951 года. Основанием для создания послужило административное объединение сельскохозяйственных поселений этого района - природоохранная зона «Дорога голода». Поселения в этом районе в то время включали кибуц Урим и семь мошавов: Битха, Гилат , Маслюль, Пдуим , Патиш , Ранен и Тифрах. В совете проживало около 2000 человек. Офисы совета изначально располагались в мошаве Падуи.А первое его заседание состоялось в январе 1952 года.

## Население
По статистическим данным Центрального статистического бюро Израиля население регионального совета на 2024 год составляет 15 019 человек.

## Состав
Региональный совет Мерхавим занимает площадь более 400 тысяч дунамов. 
В состав совета входят 18 населенных пунктов:
Мошавы
- Эшболь[ивр.]
- Битха[ивр.]
- Гилат[ивр.]
- Маслюль[ивр.]
- Нир-Моше[ивр.]
- Нир-Акива[ивр.]
- Пидуим[ивр.]
- Патиш[ивр.]
- Паамей-Ташаз[ивр.]
- Клахим[ивр.]
- Ранен[ивр.]
- Швей-Даром[ивр.]
- Сде-Цви[ивр.]
- Тальмей-Билу[ивр.]
- Тифрах[ивр.]

Общинные поселения
- Даниэль[ивр.]

Молодежные деревни
- Эшель-ха-Наси[ивр.]
- Ади Негев[ивр.]